# Øistein Sommerfeldt
Øistein Sommerfeldt (* 25. November 1919 in Christiania; † 7. Januar 1994 in Asker) war ein norwegischer Komponist, Pianist, Musikkritiker und Schriftsteller.

## Leben
Mit seiner Zulassung zur Universität (Examen artium) begann Øistein Sommerfeldt ein Studium der Sozialökonomie in seiner Heimatstadt (seit 1925 in Oslo umbenannt). Zudem studierte er Komposition, Instrumentation, Fagott und Dirigieren am Konservatorium Oslo. Den Kompositionsunterricht setzte er 1942/1943 an der damaligen Reichshochschule für Musik und darstellende Kunst (der späteren Musikakademie und nunmehrigen Musikuniversität) in Wien bei Joseph Marx fort. Nach Abschlussprüfungen in Oslo 1947 nahm er 1948 Unterricht in Zwölftontechnik bei Fartein Valen in Valevåg und in den frühen 1950er-Jahren weitere Stunden bei Nadia Boulanger in Paris. Er gilt zudem als der erste Norweger der an den Darmstädter Internationalen Ferienkursen für Neue Musik teilnahm (1955). In der Folge entschied er sich, die Wege der damaligen internationalen Musik-Moderne nicht weiterzuverfolgen, sondern sich an der Tradition sowohl der Kunst- als auch der Volksmusik zu orientieren. In einem Tagebucheintrag vom 6. Februar 1961 schrieb er: „Jeg er gørrlei den kontrapunktiske qvasi-vitenskapen blant komponister. De har så mye kunnskap at det gjør vondt i ørene. Nei, nå må vi prøve å finne tilbake til det opprinnelige, til det enkle og uforfalskede i musikken.“ (Ich habe die kontrapunktische Quasi-Wissenschaft unter Komponisten satt. Sie haben so viele Kenntnisse, dass es in den Ohren schmerzt. Nein, jetzt müssen wir versuchen, einen Weg zurück zum Ursprünglichen, zum Einfachen und Unverfälschten in der Musik zu finden.)
Während vieler Jahre arbeitete Sommerfeldt als Musikkritiker der Tageszeitung Verdens Gang (VG) und beim Norwegischen Rundfunk (NRK). Er hatte verschiedene Funktionen im norwegischen Musikleben inne; so saß er im Vorstand des Norwegischen Komponistenverbandes, der Konzertvereinigung Rikskonsertene sowie der Norwegischen Musikhochschule und er leitete den Bewertungsausschuss der Urheberrechtsorganisation TONO. Unter dem Pseudonym Robert Hunter schrieb er Romane für die Wochenzeitung Allers. Ein 1988 erlittener Schlaganfall verhinderte sein weiteres Schaffen als Komponist, er konnte aber seine journalistische Tätigkeit bei VG fortsetzen. 1991 erhielt er für sein Lebenswerk den nach Ludvig Mathias Lindeman benannten und von der Norwegischen Musikhochschule verwalteten Lindeman-Preis der Lindeman-Stiftung. Postum fanden in Norwegen mehrere Gedenkkonzerte anlässlich des 100. Geburtstages 2019 statt.

## Werke (Auswahl)

### Orchester
- Miniaturouvertüre op. 11 (1960)
- Sinfonia la Betulla op. 12 (1973, rev. 1974)
- Mot en Lengsel (Der Sehnsucht entgegen). Konzert für Klavier und Orchester op. 50 (1977)
- Intrada. Sinfonisches Vorspiel op. 57 (1982)

### Duo und Kammermusik
- Sonate für Violine und Klavier op. 22 (1972)
- Elegie für Trompete und Orgel op. 27 (1971)
- Kleine Suite für Klaviertrio op. 40 (1973)
- Suite für Blockflöte und Streichquartett op. 62 (1981)
- Sonate für Violoncello und Klavier op. 76 (1988)
- Drei leichte Stücke für Klavier zu vier Händen op. 78 (1987)

### Instrument solo
- Stimmungen. Drei Impressionen für Klavier op. 1 (1948)
- Miniatursuite für Klavier op. 7a (1948, rev. 1958)
- Drei kleine Walzer für Klavier op. 17 (1970)
- Divertimento  für Trompete op. 21 (1970)
- Divertimento  für Fagott op. 25 (1960, rev. 1973)
- Sonatine Nr. 5 für Klavier op. 31 (1972)
- Mini-Suite für Violoncello op. 43 (1976)
- Vårlåter (Frühlingslieder) für Flöte op. 44a (1975)[6]
- Vårlåter (Frühlingslieder) für Blockflöte arrangiert von Axel Amlie op. 44b (1975)
- Monologi für Violoncello op. 45 (1975)
- Fantasie über ein altes norwegisches Volkslied für Maultrommel op. 52 (1978)

### Gesang mit Instrument(en)
- Zwei Hamsun-Lieder nach Worten von Knut Hamsun op. 26 (1946, rev. 1972)
- Zwei Stein-Mehren-Lieder nach Worten von Stein Mehren für Gesang und Klavier op. 34a (1972)
- Om kjærlighet (Über die Liebe) nach Worten von Stein Mehren für Gesang und Violoncello op. 46 (1975)
- From William Blake’s Poetry nach Gedichten von William Blake für hohe Stimme, Blockflöte, Gitarre und Klavier op. 53 (1978)
- From Kathleen Raine‘s Poetry nach Gedichten von Kathleen Raine für Gesang und Klavier op. 55 (1979)
- Svalbardsangen (Spitzbergenlied) nach Worten von Helge Ingstad für Gesang und Klavier o. op. (1987)

### Chor a cappella
- Anekdote nach Worten von Herman Wildenvey o. op. (1952)
- Three Songs from William Blake nach Gedichten von William Blake op. 13 (1963)
- Vier norwegische geistliche Volkslieder op. 23a (1965)
- Fra Norsk Landskap (Von norwegischer Landschaft). Chorsuite Nr. 1 op. 59 (1980)
- Fra Norsk Landskap (Von norwegischer Landschaft). Chorsuite Nr. 2 op. 64 (1983)
- Pyramide nach Worten von André Bjerke o. op. (1986)

## CD-Diskographie (Auswahl)
- Mot en Lengsel op. 50, From William Blake’s Poetry op. 53, Fabeln-Suite op. 51, Miniaturouvertüre op. 11, Om kjærlighet op. 46, Monologi op. 45, Zwei Stein-Mehren-Lieder op. 34a, Sinfonia la Betulla op. 12 – Torli Carlsen (Sopran), Aage Kvalbein (Violoncello), Eva Knardahl und Geir Henning Braaten (Klavier), Philharmonisches Orchester Oslo, Philharmonisches Orchester Bergen, Dirigenten: Karsten Andersen und Mariss Jansons u. a. – auf: Øistein Sommerfeldt. Orchestral and Chamber Music (Aurora, 1988 und 2008)
- Fra Norsk landskap op. 61, Cellosonate op. 76, Sonata Saxifraga op. 69a, Vårlåter op. 44a, Dialoge op. 54, Divertimento op. 25, Haugelåt o. op. – Per Øien (Flöte), Stein-Erik Olsen (Gitarre), Arve Tellefsen (Violine), Aage Kvalbein (Violoncello), Jens Harald Bratlie (Klavier) u. a. – auf: Øistein Sommerfeldt. Fra Norsk landskap (Aurora, 1989)
- Miniaturouvertüre op. 11 – Isländisches Sinfonieorchester, Dirigent: Bjarte Engeset – auf: Norwegian Classical Favourites Vol. 2 (Naxos, 2004)
- Lieder – Svein Bjørkøy (Tenor), Ivar Anton Waagaard (Klavier) – auf: Sanger Av Øistein Sommerfeldt (Euridice, 2005)
- Monologi op. 45 – Aage Kvalbein (Violoncello) – auf: Norwegian Short Stories (Aurora, 2006)
- Elegie op. 27 – Tine Thing Helseth (Trompete), Kåre Nordstoga (Orgel) – auf: Magical Memories for Trumpet and Organ (Lawo, 2021)[7]